# Leonardo Loredano
Leonardo Loredano of Leonardo Loredan (1436–1521) was de doge van de Republiek Venetië van 1501-1521.
In de National Gallery in Londen hangt het portret dat Giovanni Bellini van de doge maakte. Het toont de doge in zijn staatsgewaad, waartoe ook het kenmerkende hoofddeksel de 'corno' behoort.
Tijdens zijn bestuur vond de Oorlog van de Liga van Kamerijk plaats; deze oorlog werd gestart tegen de toenemende macht van Venetië op het Noord-Italiaanse vasteland.